# Quercus ramsbottomii
Quercus ramsbottomii — вид рослин з родини букових (Fagaceae), поширений у М'янмі й Таїланді.

## Середовище проживання
Поширення: М'янма, Таїланд.